# 산사람

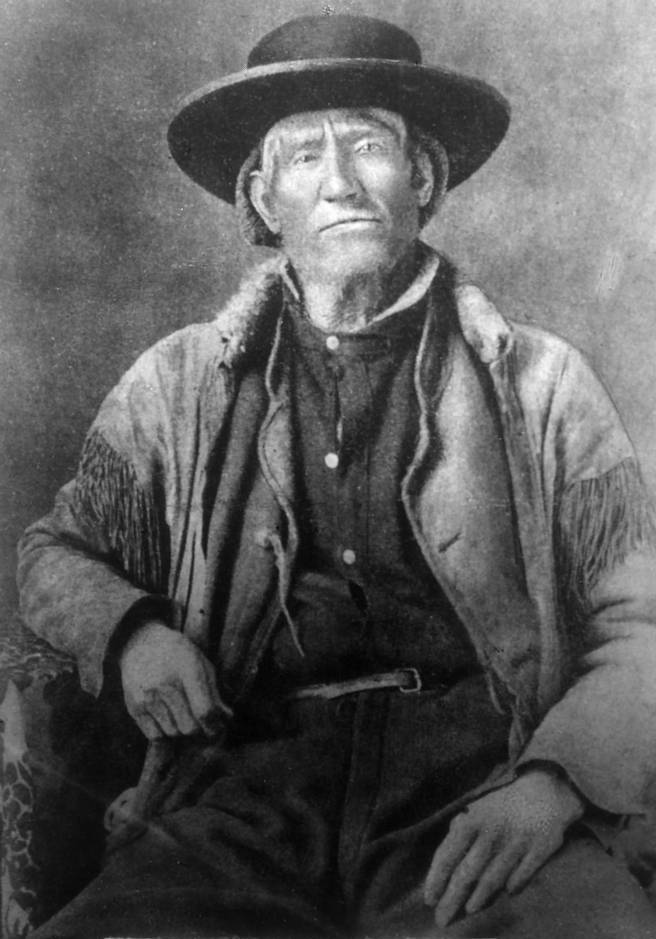
가장 유명한 산사람 중 하나인 짐 브리저.

산사람(mountain man)은 야생의 산중에 사는 탐험가다. 1810년대에서 1880년대 사이 북아메리카 로키산맥 일대에 흔했으며, 그 수효는 1840년대 초에 가장 많았다.
산사람들은 북아메리카 모피무역으로 인한 지리적, 경제적 팽창의 산물이었다. 1840년대 이후 견직물 산업의 부상으로 비버 모피 산업이 쇠락하자 산사람들은 육군척후대나 포장마차 대열 안내인 등으로 전업하여 정착민화되었다.